# جک به قایق‌رانی می‌رود
جک به قایق‌رانی می‌رود (به انگلیسی: Jack Goes Boating) فیلمی محصول سال ۲۰۱۰ و به کارگردانی فیلیپ سیمور هافمن است. در این فیلم بازیگرانی همچون فیلیپ سیمور هافمن، ایمی رایان، جان اورتیز، دافنه رابین-وگا، توماس مک‌کارتی، لولا گلودینی و الیزابت رودریگز ایفای نقش کرده‌اند.